# Universidad Católica de Petrópolis
La Universidad Católica de Petrópolis (UCP) es una institución de enseñanza superior privada con sede en el centro histórico de Petrópolis, en el estado de Río de Janeiro, Brasil. Es la mayor universidad privada del interior del estado. Fue fundada el 31 de mayo de 1953 como Facultades Católicas Petropolitanas por iniciativa del entonces obispo diocesano de Petrópolis, don Manoel Pedro de la Cuña Cintra. En los años 60, las Facultades Católicas Petropolitanas cambiaron su nombre por el de Universidade Católica de Petrópolis, siendo inaugurada solemnemente el día 10 de marzo de 1962.

## Historia

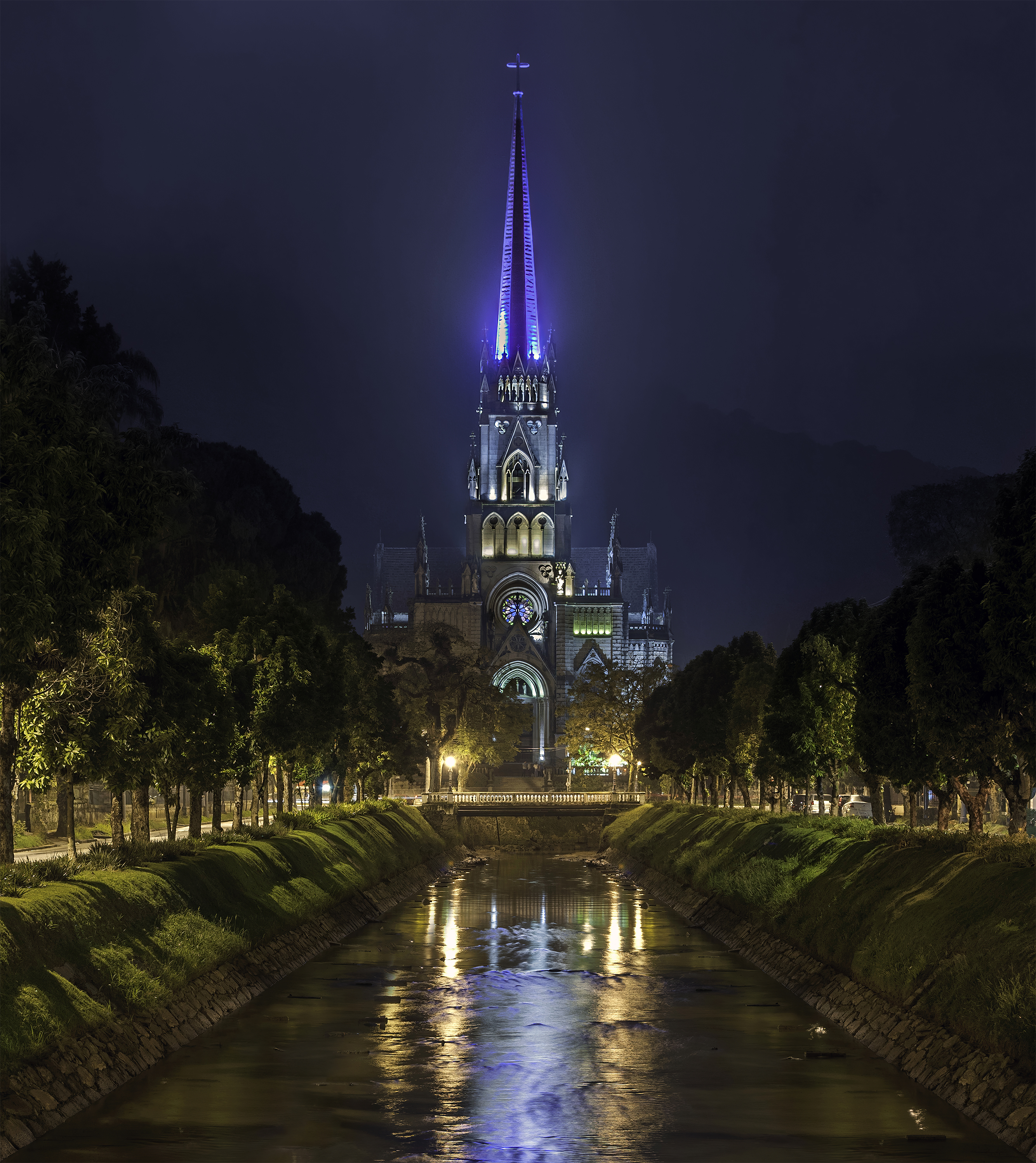
Catedral de Petrópolis

Fundada en mayo de 1953, la Universidade Católica de Petrópolis fue la primera institución de enseñanza superior creada en la ciudad de Petrópolis. Comenzó con la apertura de unas modestas Facultades Católicas Petropolitanas, por iniciativa del entonces obispo diocesano Dom Manoel Pedro da Cunha Cintra. El primer curso ofertado por la nueva institución fue el de Derecho, iniciado en 1954 en el barrio llamado Retiro. En 1956, tras la adquisición de un edificio emblemático donde funcionó durante mucho tiempo un hotel, el famoso Hotel Orleans, en la calle Barão del Amazonas, fueron creadas también las facultades de Filosofía, Ciencias y Letras y, más tarde, de Ingeniería Industrial.
En 1961, la fusión de las tres facultades dio como resultado el nacimiento de la Universidade Católica de Petrópolis. La institución fue reconocida por el Decreto 383, de 20 de diciembre de 1961, publicado en el Diario Oficial de la Unión el 21 de diciembre de 1961. La universidad fue solemnemente instalada el 11 de marzo de 1962 y, enseguida, experimentó una fuerte expansión, con la apertura de nuevos cursos.
A finales de la década de 1960, la universidad adquirió las instalaciones del Colegio Notre Dame de Sion, en la calle Benjamin Constant, y llevó para aquel campus toda su administración y buena parte de su alumnado. En el nuevo campus fundó el Colegio de Aplicación, que tenía como finalidad propiciar estancias y proyectos de investigación de la Facultad de Ciencias de la Educación.
La universidad pasó por grandes cambios, destacando la adquisición del primer ordenador en 1974, con instalación del Centro de Procesamiento de Datos y la inauguración del Centro de Educación Física, en 1976. Los años 80 trajeron la conquista de la concesión de la Radio UCP FM y más tarde, la Fundación Cultural Don Manoel Pedro da Cuña Cintra. La década de 1990 marcó el reconocimiento de la universidad por toda la comunidad. Entre los importantes proyectos que tuvieron la participación de la institución están la firma de convenio entre la universidad y el Ayuntamiento para revitalizaçión del centro histórico de Petrópolis y la integración de la universidad al proyecto Petrópolis-Tecnópolis.
Hoy la UCP, que, en sus más de 60 años de historia ya formó más de 25.000 profesionales en diversas áreas, oferta 39 cursos de grado, además de otros cursos de licenciatura, masters y doctorados.

## Visión General
La visión de futuro de la UCP consiste en "ser perenne fiscal del bien de la sociedad, buscando la verdad y formando personas capaces de mejorar las condiciones humanas del mundo contemporáneo". La Universidad Católica de Petrópolis tiene por misión consagrarse a la causa de la verdad, mientras que comunidad inspirada por el mensaje cristiano, buscando la formación integral del ser humano y el bien de la sociedad por medio de la enseñanza, la investigación y la extensión social.

## Estructura
La UCP posee un total de 5 campus. El principal de ellos, el campus Dom José Fernandes Veloso está ubicado en la avenida Benjamin Constant, en el centro de Petrópolis. En él son acogidos los Centros de Ciencias Jurídicas, de Ciencias Sociales Aplicadas, el Centro de Teología y Humanidades y el centro de Psicología. En este campus también se encuentra el edificio central de la UCP.
El campus Don Manoel Pedro da Cuña Cintra se encuentra en la calle Barão del Amazonas, también en el centro de la ciudad. Allí están las sedes de Centro de Ingeniería y Computación y del Centro de Ciencias de la Salud. Este campus es conocido por acomodar en su jardín el famoso Reloj de las Flores, uno de los principales puntos turísticos de la ciudad. El campus también se localiza próximo a la plaza de la Libertad y al Museo Casa de Santos Dumont, otros de los principales puntos turísticos del centro histórico de Petrópolis.
Además de estos dos campus principales la Universidad también posee un Centro Polideportivo, localizado en el barrio Bingen, la Clínica-Escuela de Fisioterapia y el Programa de Psicología, ambos en el centro de la ciudad.

## Centros académicos
- Centro de Ingeniería y Computación - CEC
- Centro de Ciencias de la Salud - CCS
- Centro de Ciencias Sociales Aplicadas - CCSA
- Centro Ciencias Jurídicas - CCJ
- Centro de Teología y Humanidades - CTH

## Enseñanza

### Grados
- Administración
- Arquitectura
- Biomedicina
- Contabilidad
- Comunicación Social y Publicidad
- Control de Obras
- Derecho
- Economía
- Educación Física
- Ingeniería Civil
- Ingeniería Eléctrica
- Ingeniería de la Computación
- Ingeniería de Control y Automatización
- Ingeniería de Petróleo
- Ingeniería de Producción
- Ingeniería Mecánica
- Ingeniería Mecatrónica
- Filosofía
- Fisioterapia
- Gestión Comercial - EAD
- Gestión de la Calidad
- Gestión Pública - EAD
- Historia
- Letras
- Logística
- Mantenimiento Industrial
- Marketing
- Matemáticas
- Música
- Pedagogía
- Psicología
- Producción Cultural - EAD
- Producción Multimedia
- Redes de Ordenadores
- Relaciones Internacionales
- Secretariado - EAD
- Seguridad Pública - EAD
- Sistemas de Informaçión
- Teología

### Posgrado
- Finanzas
- Comercio Exterior
- Gestión Mercadotécnica y Comunicación Integrada
- Relaciones Económicas Internacionales
- Derecho Procesal Canónico
- Gestión Educacional
- Ambientes Virtuales de Aprendizaje
- Historia del Cristianismo
- Mediación en Conflictos
- Psicología del Tráfico
- Psicología de la Salud y Hospitalaria
- Fisiología del Entrenamiento Aplicado al Fitness y Wellness
- Gerontología de Intervención
- Gobierno de Tecnologías de la Información y Seguridad en la Información

- Derecho (Máster)
- Educación (Máster y Doctorado)
- Ingeniería (Máster)
- Psicología (Máster)